# 5 Seconds of Summer
5 Seconds of Summer (omtalt 5SOS) er et australsk pop punk/rock band. Bandet består af medlemmerne Luke Hemmings (forsanger og guitarist), Michael Clifford (guitarist), Calum Hood (bassist) og Ashton Irwin (trommeslager).  Bandet blev etableret i Sydney i 2011.

## Baggrund
Luke Hemmings startede 3. februar 2011 med at uploade Youtube-videoer, af ham der sang covers af bl.a. Mike Posner, Mayday Parade og Bruno Mars. Disse videoer blev uploadet på hans daværende Youtube kanal "Hemmo1996", som nu har ændret navn til "5 Seconds of Summer". 
Selve bandet blev dannet i 2011, af Luke Hemmings, Michael Clifford og Calum Hood, som alle tre gik på North West Christian College. Det var Michael Clifford som opfordrede Hemmings til at danne et band med ham. Da Calum Hood var bedstevenner med Clifford på det tidspunkt, gik han selv ud fra at han var medlem, selvom han aldrig blev "inviteret" ind i bandet. De mente ikke at de var et fuldendt band endnu, og havde brug for en trommeslager. Valget faldt på Ashton Irwin, og 3. december 2011 blev han officielt medlem af bandet.
Bandet udgav den 19. november 2012 deres officielle debutsingle, "Out of My Limit".  
5SOS udgav 5. februar 2014 deres første officielle single "She Looks So Perfect", med tilhørende lyrisk musikvideo. 24. februar samme år blev den officielle musikvideo for sangen udgivet. 30. juni 2014 udgav de deres debut album "5 Seconds of Summer". De har i alt udgivet 3 EP'er, Unplugged, Somewhere New og She Looks So Perfect. Bandets Youtube kanal er i dag blevet besøgt mere end 2 milliard gange.
5 Seconds of Summers første turné i Europa havde de valgt at kalde 5 Countries 5 Days. Den startede 31. marts 2014 i Stockholm, og sluttede 4. april i Madrid. De ville, som navnet antyder, i alt besøge fem byer, i fem lande, på fem dage. 

## Medlemmer

### Luke Robert Hemmings
Født 16. juli 1996 (28 år), er vokalist og guitarist. Luke Hemmings er søn af Liz Hemmings og Andrew Hemmings og har to storebrødre, Ben Hemmings og Jack Hemmings. Hemmings var endnu ikke færdig med skolen, da ham og resten af bandet tog med One Direction på deres turné. Så dertil fik han undervisning af sin mor, da hun er lærerinde.[kilde mangler]

### Michael Gordon Clifford
Født 20. november 1995 (29 år) er guitarist og vokalist. Clifford er af engelsk, skotsk, irsk, tysk og australsk oprindelse.  Han var den der kom op med navnet, da de ville uploade deres musik på Youtube og Facebook og skulle bruge et navn for at kunne det. Ingen af dem tænkte at de ville skulle bruge navnet for alvor. Ideen fik han fra filmen 500 Days Of Summer. Clifford droppede ud af skolen. Han er kendt for sit farverige hår. 

### Calum Thomas Hood
Født 25. januar 1996 (29 år) er bassist og vokalist. Hans mor, Joy, er fra New Zealand og far, David, er fra Skotland. Hoods ældre søster hedder Mali Koa. Calum var den der startede med at skrive sange, han har blandt andet skrevet "Gotta Get Out", som var bandets første sang. Hood fik chancen mellem at spille professionelt fodbold eller at spille musik, og valgte musikken over fodbold.

### Ashton Fletcher Irwin
Født 7. juli 1994 (30 år), er trommeslager og vokalist. Hans mor hedder Anne Marie, mens hans far forlod dem da han var lille. Derefter tog han sig af sin familie. Irwin har en lillebror som hedder Harry og en lillesøster som hedder Lauren.[kilde mangler]

## Diskografi
| År   | EP                   | Sange |
| ---- | -------------------- | --- |
| 2012 | Unplugged            | "Gotta Get Out (Acoustic)" "I Miss You" "Too Late" "Jasey Rae (Cover)" |
| 2012 | Somewhere New        | "Unpredictable" '"Out of My Limit" '"Beside You"' '"Gotta Get Out"' |
| 2014 | She Looks So Perfect | "She Looks So Perfect (Mikey Demo)" "Heartache On The Big Screen" "The Only Reason" "Disconnected" "What I Like About You" "Don't stop (Ash Demo)" "She Looks So Perfect (Acoustic)" |
| 2014 | Good Girls           | "Good Girls (Single Version)" "Just Saying" "Long Way Home (Acoustic)" |
| 2014 | Don't Stop           | "Don't Stop (Ashton Demo Vocal)" "Rejects" "Try Hard" "Wrapped Around Your Finger" "If You Don't Know"                                                                               |
| 2014 | Amnesia              | "Amnesia" "Daylight" "American Idiot (Cover)" "Amnesia (Live At Wembley)" |
| 2015 | She's Kinda Hot      | "Broken Pieces" "Over And Out" "Lost In Reality" |

| År   | Album                  | Sange |
| ---- | ---------------------- | --- |
| 2014 | 5 Seconds Of Summer    | "She Looks So Perfect" "Don't Stop" "Good Girls" "Kiss Me Kiss Me" "18" "Everything I Didn't Say" "Beside You" "End Up Here" "Long Way Home" "Heartbreak Girls" "English Love Affair" "Amnesia" "Social Casualty" "Never Be" "Voodoo Doll" "Greenlight" |
| 2015 | Sounds Good Feels Good | "Money" ""She's Kinda Hot"" "" Hey Everybody"" "" Permanent Vacation"" "" Jet Black Heart"" "" Catch Fire"" "" Safety Pin"" "" Waste The Night"" "" Vapor"" "" Castaway"" "" The Girl Who Cried Wolf"" "" Broken Home"" "" Fly Away"" "" Invisible"" "" Airplanes"" "" San Francisco"" "" Outer Space/Carry On"" "" The Space Between A Rock And A Hard Place"" "" Story Of Another Us"" |

| Andre sange | "Bad Dreams" "Everything I Want" "I've Got This Friend" "Lost Boy" "Over And Over" "Superhero" "The Perfect Disguise" "Wherever You Are" "Mrs. All American" "Tomorrow Never Dies" "Independence Day" "Close As Strangers" "All I Need" "Hearts Upon Our Sleeve" "I Can't Remember" "Pizza" "Do The Boogaloo" |